# Athée (Costa d'Or)
Athée és un municipi francès, situat al departament de la Costa d'Or i a la regió de Borgonya - Franc Comtat. L'any 2007 tenia 751 habitants.

## Demografia

### Població
El 2007 la població de fet d'Athée era de 751 persones. Hi havia 245 famílies, de les quals 46 eren unipersonals (8 homes vivint sols i 38 dones vivint soles), 92 parelles sense fills, 103 parelles amb fills i 4 famílies monoparentals amb fills.
La població ha evolucionat segons el següent gràfic:
Habitants censats

### Habitatges
El 2007 hi havia 263 habitatges, 245 eren l'habitatge principal de la família, 7 eren segones residències i 11 estaven desocupats. 261 eren cases i 2 eren apartaments. Dels 245 habitatges principals, 219 estaven ocupats pels seus propietaris, 24 estaven llogats i ocupats pels llogaters i 2 estaven cedits a títol gratuït; 5 tenien dues cambres, 20 en tenien tres, 62 en tenien quatre i 158 en tenien cinc o més. 176 habitatges disposaven pel capbaix d'una plaça de pàrquing. A 87 habitatges hi havia un automòbil i a 139 n'hi havia dos o més.

### Piràmide de població
La piràmide de població per edats i sexe el 2009 era:
| Homes | Edats   | Dones |
| ----- | ------- | ----- |
| 4     | 95 o +  | 20    |
| 4     | 90 a 94 | 24    |
| 4     | 85 a 89 | 32    |
| 4     | 80 a 84 | 16    |
| 0     | 75 a 79 | 0     |
| 28    | 70 a 74 | 24    |
| 20    | 65 a 69 | 28    |
| 16    | 60 a 64 | 12    |
| 8     | 55 a 59 | 20    |
| 32    | 50 a 54 | 28    |
| 24    | 45 a 49 | 24    |
| 12    | 40 a 44 | 12    |
| 24    | 35 a 39 | 12    |
| 8     | 30 a 34 | 16    |
| 8     | 25 a 29 | 4     |
| 8     | 20 a 24 | 4     |
| 24    | 15 a 19 | 20    |
| 20    | 10 a 14 | 4     |
| 12    | 5 a 9   | 20    |
| 8     | 0 a 4   | 0     |

## Economia
El 2007 la població en edat de treballar era de 404 persones, 294 eren actives i 110 eren inactives. De les 294 persones actives 267 estaven ocupades (136 homes i 131 dones) i 27 estaven aturades (17 homes i 10 dones). De les 110 persones inactives 49 estaven jubilades, 33 estaven estudiant i 28 estaven classificades com a «altres inactius».

### Ingressos
El 2009 a Athée hi havia 259 unitats fiscals que integraven 687 persones, la mediana anual d'ingressos fiscals per persona era de 18.054 €.

### Activitats econòmiques
Dels 17 establiments que hi havia el 2007, 1 era d'una empresa extractiva, 1 d'una empresa alimentària, 2 d'empreses de fabricació d'altres productes industrials, 5 d'empreses de construcció, 3 d'empreses de comerç i reparació d'automòbils, 1 d'una empresa d'hostatgeria i restauració, 3 d'empreses de serveis i 1 d'una empresa classificada com a «altres activitats de serveis».
Dels 7 establiments de servei als particulars que hi havia el 2009, 1 era un taller de reparació d'automòbils i de material agrícola, 1 taller d'inspecció tècnica de vehicles, 1 fusteria, 2 lampisteries i 2 electricistes.
L'únic establiment comercial que hi havia el 2009 era una fleca.
L'any 2000 a Athée hi havia 6 explotacions agrícoles que ocupaven un total de 15 hectàrees.

## Equipaments sanitaris i escolars
El 2009 hi havia una escola maternal integrada dins d'un grup escolar amb les comunes properes formant una escola dispersa.

## Poblacions més properes
El següent diagrama mostra les poblacions més properes.